# Neso (satèl·lit)
Neso, també conegut com a Neptú XIII (designació provisional S/2002 N 4), és el satèl·lit irregular més exterior de Neptú. Va ser descobert per Matthew J. Holman, Brett J. Gladman, et al. el 14 d'agost del 2002, tot i que va passar desaparcebut fins al 2003.

Satèl·lits irregulars de Neptú.

Neso orbita Neptú en una distància de més de 48 Gm, convertint-lo en el satèl·lit més distant de qualsevol planeta. Segueix una òrbita molt inclinada i molt excèntrica, tal com s'il·lustra en el diagrama. Els satèl·lits sobre l'eix horitzontal són prògrads, i els de sota retrògrads. Els segments grocs s'estenen del pericentre a l'apocentre, mostrant l'excentricitat.
Neso té uns 60 quilòmetres de diàmetre, i assumint una densitat mitjana d'1,5 g/cm³
la seva massa s'estima en 1.6×1017 kg.
Donada la similaritat entre els paràmetres orbitals de Neso i Psàmate, es suggerí que ambdós satèl·lits podrien tenir un origen comú en una lluna més gran.
Neso s'anomenà en honor de Neso, una de les Nereides de la mitologia grega.